# Robin Cook (homme politique britannique)
Pour les articles homonymes, voir Robin Cook et Cook.
Robert Finlayson Cook dit Robin Cook est un homme politique britannique né le 28 février 1946 et mort le 6 août 2005.
Il est ministre des Affaires étrangères du cabinet de Tony Blair de 1997 à 2001, puis est ministre des relations avec le Parlement entre 2001 et 2003. Opposé à la décision d'engager le Royaume-Uni dans la guerre d'Irak aux côtés des États-Unis, il démissionne le 17 mars 2003.

## Biographie
Robin Cook a été député parti travailliste du centre-ville d'Édimbourg entre 1974 et 1983, puis de Livingston, dans le West Lothian de 1983 à 2005.
En 1997, il fut au centre d'un scandale en raison d'une liaison adultère de longue date avec sa secrétaire, Gaynor Regan. Robin Cook s'était d'abord marié avec Margaret et le couple eut deux garçons. Puis, il s'est ensuite marié avec sa secrétaire, après que Tony Blair lui eut demandé de choisir une fois pour toutes. Sa première épouse Margaret a écrit un livre dans lequel elle accusait son ex-époux d'être dépressif et alcoolique.
Entre 1997 et 2001, Cook a été le ministre des Affaires étrangères du cabinet de Tony Blair, puis il est devenu ministre des relations avec le Parlement entre 2001 et 2003. Cook quitte le gouvernement en désaccord avec le Premier ministre sur la décision d'engager le Royaume-Uni dans la guerre d'Irak (2003-2005) au côté des États-Unis de George W. Bush.
Au début 2003, il faisait partie des chefs de cabinets opposés à une action militaire contre l'Irak, et le 17 mars, il démissionna du cabinet. Il donna comme raison : « Je ne peux pas accepter une responsabilité collective pour la décision d'envoyer la Grande-Bretagne maintenant dans une action militaire en Irak sans un agrément international ou de l'opinion britannique. » Son discours de démission à la Chambre des communes reçut une ovation sans précédent par ses collègues et fut décrit ainsi par Andrew Marr de la BBC : « sans aucun doute, un des discours de démission les plus efficaces, brillants de la politique britannique moderne ». Inhabituellement pour le parlement britannique, son discours fut accueilli par de forts applaudissements de tous partis (en commençant par ceux du labour et des démocrates libéraux opposés à la guerre) ainsi que du public. Selon The Economist, c'est le premier de tous les discours à être reçu par une ovation debout dans l'histoire du parlement.
Après son départ du gouvernement, il devient chroniqueur politique pour le quotidien The Guardian et participe aux débats des partis de centre-gauche européen. Cook était, par exemple, membre du comité d'orientation scientifique de l'association fondée par Michel Rocard et Dominique Strauss-Kahn, À gauche en Europe. Divers observateurs pronostiquaient un retour de Robin Cook au gouvernement si son allié Gordon Brown avait succédé plus tôt à Tony Blair.
Dans un article paru le 8 juillet 2005 dans The Guardian, il décrit Al-Qaïda en ces termes :

« Ben Laden fut le produit d'une erreur de calcul monumentale de la part des agences de renseignements occidentales. Il fut armé par la CIA pendant les années 1980 et financé par l'Arabie saoudite pour porter le jihad contre l'occupation russe en Afghanistan. Al-Qaïda, qui signifie littéralement la « base de données », était originellement les fichiers informatiques regroupant les milliers de moujahidines recrutés et formés par la CIA pour vaincre les Russes. »

Le 6 août 2005, Cook faisait avec sa femme Gaynor une randonnée en montagne sur le Ben Stack (en) en Écosse. Alors qu'il redescendait du sommet, il s’est effondré, a perdu connaissance et a fait une chute de 8 pieds (2,4 m) le long d’une crête. Sa femme déclara qu'il s'était effondré et qu'après avoir crié, elle avait demandé à un inconnu d'utiliser son téléphone portable. Dans l'urgence, Gaynor ne monta pas dans l'hélicoptère et descendit la montagne avec la personne qui avait prêté son téléphone. Cook fut emmené à l'hôpital Raigmore d'Inverness où il fut déclaré mort un peu plus tard. L'examen post-mortem révéla qu'il était mort d'une hypertension cardiaque, bien que les ambulanciers sur place estimassent qu'il s'était rompu le cou.

## Distinctions
- Ordre de la Croix de Terra Mariana de première classe